# Артемизија (филм)
Артемизија је француски биографски филм режисерке Агнес Мерлет. Премијерно је приказан 1997. године. У филму је описан живот познате сликарке Артемизије Ђентилески. 

## Синопсис
Седамнаестогодишња Артемизија Ђентилески (Валентина Черви), ћерка Орација Ђентилескија, познатог италијанског сликара, поседује талент свог оца а охрабрује је отац, који нема синове и жели да његова уметност опстане после њега. Међутим, у шовинистичком свету с почетка 17. века, италијанским женама је забрањено да сликају наго људско тело или да уђу у Академију уметности. Орацио дозвољава својој ћерки да слика и ради у његовом студију, иако повлачи линију пуштајући је да види голе мушкарце. Она је директна и одлучна и подмићује рибара Фулвија пољупцем како би је пустио да посматра његово тело и слика га.
Артемизија тражи да сликар Агостино Таси (Мики Манојловић), сарадник њеног оца у сликању фрески, помогне њој да научи сликање из уметности перспективе. Таси је човек познат по свом ноћном разврату. Њих двоје воле уметничке вештине, али се и заљубљују и њихова веза прелази у царство физичког ужитка. Артемизијин отац је видео овај пар како води љубав и подноси тужбу против Тасија због силовања. У следећем суђењу две часне сестре истражују Артемизијино физичко стање, а затим је муче. Ипак, чак и под мучењем, Артемизија негира да је силована и проглашава њихову међусобну љубав. Таси касније признаје силовање како је више не би подлегали мучењу.
Мерлет је о свом филму рекла: "Нисам желела да је приказујем као жртву већ као модерну жену која је свој живот узела у своје руке."

## Улоге
- Валентина Черви као Артемизија
- Мишел Серо као Орацио, Артемизијин отац
- Предраг Манојловић као Таси Агостино
- Морис Гарел као судија
- Брижит Катилон као Тузија
- Лука Ђингарети као Козимо
- Емануел Дево као Констанца

## Контроверзе
Филм се фокусира на инцидент силовања Артемизије и непосредне последице, а првобитно је рекламирана као "истинита прича". Међутим,
У транскрипту (Орацијевог сведочења на суђењу, заснованом на записима сачуваним у архиву у Риму), он је графички детаљно описао силовање и рекао да је Таси наставио да има секс са њом ... уз разумевање да ће је заштитити част тиме што се на крају венчају ... У филму је, насупрот томе, она вољна партнерица у пожуди. Током суђења каже само да га „воли“; "Он ме воли"; "пружа ми задовољство." У филму Ђентилески одбија да сведочи о томе да је силована, чак и под мучењем, жртва која нагнала девастираног Тасија да постигне срамотно признање ... 
Историчарка уметности Мери Гарард и феминисткиња Глорија Стејнем, подстакнуте дезинформацијама у филму, организовале су кампању којом су информисале публику за филм "Артемизија" да оно што виде није оно што је обећано у раним рекламама. Оне су поставили веб страницу која напада филм као неистинито представљајући, како кажу, силовање Артемизије од стране њеног учитеља Агостина Тасија. На премијерној пројекцији филма у Њујорку 28. априла, Глорија Стејнем и остале жене у публици објавиле су информативни лист који су припремиле. Ова интервенција навела је Мирамакс да повуче своју тврдњу да тај филм представља "истиниту" причу. Намера Мери и Глорије није била да се мешају у стваралачку слободу филма, нити у дистрибуцију филма Мирамакс, већ да се супротставе његовој историјској искривљености конкретним чињеничним информацијама о теми. 
Са друге стране, феминисткиња Џермејн Грир истиче у свом поглављу о Артемисији у својој књизи о сликаркама жена,, да транскрипти суђења нису транспарентни и да постоје докази који подржавају Мерлетину режију филма. Записи о суђењима за силовање могу се наћи у прилогу књиге Мери Гарард. Мери их тумачи на један начин (Артемизија је силована, није волела Тасија); Грир их различито тумачи (Артемизија је силована, али је волела свог силоватеља); Мерлет нуди трећу интерпретацију (Артемизија је волела свог силоватеља од почетка).
Мерлетин филм, претпостављам, није баш биографија, јер не постоји анализа утицаја ране смрти мајке уметнице и њеног страдања, нема истраживања о томе како је направила масовну успешну каријеру у Италији и шире после страхота о суђењу и њеном мучењу, о томе како се удала и родила неколико ћерки које су такође постале уметнице, како је преговарала са неким од главних мецена свог времена за комисије у којима је живела и преко којих је она, а не њихов отац, гомилала мираз за њене ћерке. Нико не жели да исприча ту причу. 

## Критике
Стивен Холден, новинар Њујорк тајмса је написао: Овај згодни филм, чији призори у затвореном простору стварају тешку игру светлог и тамног, представља одлучно ставове жене које су феминистичке уметности спасиле од нејасности у 1970-има. Ако се средишњи лик појави као феминистичка јунакиња за лепршаве патријархалне табуе, она се такође појављује као мукотрпна сексуална жртва чија уметничка радозналост одзвања воајеризмом. Како то портретира Валентина Черви, Артемизија су две изразито различите целине. Једна је раскошна Лолита раног 17. века. Друга је неустрашиво амбициозна жена која је толико сигурна у свој талент да крши правила женског понашања и усуђује се отићи тамо где пре није отишла ниједна лепа жена свог времена. Ове две Артемизије баш и не стоје заједно, али стварају зрело сензуални портрет уметника као умерену, али виртуозну сирену. 
Дафни Меркин, новинарка Њујоркера: Овај контроверзни и збуњујући филм, који је написала и режирала Агнес Мерлет, наводно говори о сликарки Артемизији из седамнаестог века, али заиста је најславнији облик иконографије касног двадесетог века. Филм, који глуми допадљива Валентину Черви, прави секси љубавну причу из везе Артемизије са њеним учитељем Агостином Тасијем: то су часови уметности као предигре. "Препустите се", Таси говори својој младој ученици, као да цитира Мастерса и Џонсона, а Артемизија га не само стручно води у кревет, већ инсистира на томе да јој је пружио задовољство кад ју је силовао. Иако је права Артемизија планула конвенцијама свог времена инсистирајући на сликању са живих модела, тешко је веровати да је наставила са зраком пркосног права који јој је овде дат. Једном када филм прихватите под његовим властитим преварантским условима, међутим, прилично је примамљив - посебно због еротског подтекста.